# おっぱいなんてプー
『サザンオールスターズ 年越しライブ1997 「おっぱいなんてプー」』（サザンオールスターズ としこしライブ いちきゅうきゅうしち おっぱいなんてプー）は、サザンオールスターズが1997年の12月27日から12月31日まで、横浜アリーナで行った年越しライブである。しかし、間の12月29日にはライブを行っていない。

## 解説
桑田佳祐が「レアでコアでディープな選曲」と述べたように、普段演奏されない曲が多く披露され、特に1980年に発売されたシングル曲「ジャズマン」のように、2024年6月25日現在、このライブでの演奏が最後となった曲もある。また、当時新曲だった「LOVE AFFAIR 〜秘密のデート」のPV撮影も行われた。
12月31日のライブの模様はTBSで中継された。

## 演奏曲
| 1              | Let It Boogie                     | 1979 |
| 2              | ふたりだけのパーティ              | 1980 |
| 3              | ブリブリ ボーダーライン           | 1992 |
| カウントダウン |                                   |      |
| MC             |                                   |      |
| 4              | ブルースへようこそ                | 1979 |
| 5              | 恋するマンスリー・デイ            | 1980 |
| 6              | 赤い炎の女                        | 1983 |
| 7              | せつない胸に風が吹いてた          | 1992 |
| 8              | Tarako                            | 1984 |
| 9              | 奥歯を食いしばれ                  | 1979 |
| 10             | Computer Children                 | 1985 |
| 11             | 素顔で踊らせて                    | 1981 |
| 12             | わすれじのレイド・バック          | 1980 |
| MC             |                                   |      |
| 13             | BLUE HEAVEN                       | 1997 |
| 14             | ジャズマン                        | 1980 |
| 15             | Hey! Ryudo!                       | 1980 |
| 16             | 我らパープー仲間                  | 1981 |
| MC             |                                   |      |
| 17             | シャ・ラ・ラ                      | 1980 |
| 18             | 世界の屋根を撃つ雨のリズム        | 1997 |
| 19             | おいしいね〜傑作物語              | 1988 |
| 20             | 開きっぱなしのマシュルーム        | 1984 |
| 21             | BOON BOON BOON〜OUR LOVE [MEDLEY] | 1992 |
| 22             | 怪物君の空                        | 1985 |
| 23             | 01MESSENGER〜電子狂の詩(うた)〜   | 1997 |
| ENCORE         |                                   |      |
| 24             | 汚れた台所(キッチン)              | 1996 |
| 25             | Happy Birthday                    | 1985 |
| 26             | LOVE AFFAIR 〜秘密のデート〜      | 1998 |
| 27             | ラチエン通りのシスター            | 1979 |

- 「Hey! Ryudo!」はCMと重なってしまっため、TBSのテレビ中継ではCM合間に30秒ほど放送されただけであり、演奏曲テロップも表示されていない。
- 31日は、当時発売前だった「LOVE AFFAIR〜秘密のデート〜」のPV撮影のため、前曲の「Happy Birthday」と入れ替えて演奏された。
- 「Happy Birthday」演奏中に生中継が終了してしまったため、ラストの「ラチエン通りのシスター」は放送されていない。

## 参加ミュージシャン
- サザンオールスターズ
  - 桑田佳祐 - ボーカル・ギター
  - 原由子 - キーボード・ボーカル
  - 大森隆志 - ギター
  - 関口和之 - ベース
  - 松田弘 - ドラム
  - 野沢"毛ガニ"秀行 - パーカッション
- サポート
  - 片山敦夫 - キーボード
  - 包国充 - サクソフォーン・フルート
  - 山本拓夫 - サクソフォーン
  - 前田康美 - コーラス
  - 角谷仁宣 - オペレーション